# República Gallega
La República Gallega (en gallego: República Galega) fue un estado de corta duración que duró algo más de un día y tuvo lugar exactamente en el transcurso del 27 de junio de 1931, un día antes de las elecciones a las Cortes Constituyentes de la Segunda República Española, cuando activistas como Pedro Campos Couceiro y Antonio Alonso Ríos declararon que la solución para los problemas de Galicia no pasaban por integrarse en una República Española sino por optar por la creación de una república propia. Ese 27 de junio de 1931, Alonso Ríos fue nombrado presidente de la Junta Revolucionaria de la República Gallega (Xunta Revolucionaria da República Galega).

## Proclamación en Santiago de Compostela
La declaración del Estado gallego estuvo impulsada por el ambiente de malestar generado por el atraso económico de Galicia, el caciquismo y tuvo como catalizador la reciente paralización de las obras del ferrocarril.

La actitud desinteresada y sumisa de Organización Republicana Gallega Autónoma y Casares Quiroga, ya integrada en Izquierda Republicana, enfriaran este empujón inicial tan necesario e importante, para llegar a un estatuto gallego en forma de república federal. La unidad de los grupos nacionalistas en el Partido Galeguista permitirán darle un novo empuje a la problemática nacional de Galicia, que el levantamiento militar ahogará en sangre otra vez.
Alonso Ríos, a paixón por Galiza, por Manuel Mera (traducido del gallego)

Algunos testigos aseguraron que se había producido otra proclamación anterior, en la mañana del 25 de julio (día Nacional de Galicia) en Orense. Sin embargo, el gobernador civil de la provincia y el ministro de Gobernación, Miguel Maura, lo negaron oficialmente más tarde ante la prensa.

## Movimiento social
El entonces presidente de la Junta Revolucionaria de la República Gallega, Antonio Alonso Ríos, más una multitud avanzando en forma de protesta frente al Palacio de Rajoy, tomando las dependencias municipales y proclamando el Estado gallego. En Puebla de Sanabria se celebró una manifestación dirigida hacia el ayuntamiento que culminó con el izado de la bandera gallega. En Santiago de Compostela esperaban la insurrección de las demás comarcas, pero el Gobierno reanudó la obra del ferrocarril, frenando así el independentismo (ya que parte del ambiente de malestar estaba causado por la paralización de las obras del ferrocarril, dejando sin trabajo a más de 12 000 obreros). El movimiento popular perdió fuerza, y la República Gallega llegaría así a su fin.